# Sphodromantis fenestrata
Sphodromantis fenestrata es una especie de mantis de la familia Mantidae.

## Distribución geográfica
Se encuentra en Etiopía, Kenia, Somalia, Sudán  y Tanzania.